# Loboptera lagunensis
Loboptera lagunensis är en kackerlacksart som beskrevs av Martin och Izquierdo 1999. Loboptera lagunensis ingår i släktet Loboptera och familjen småkackerlackor. Inga underarter finns listade i Catalogue of Life.